# حجان (الجوف)
حجان هي إحدى قرى الجمهورية اليمنية. تتبع جغرافيا لمحافظة الجوف و إداريًا لمديرية برط العنان. يبلغ تعداد سكانها 1492 نسمة حسب الإحصاء الذي أجري عام 2004.